# Jeanne (chanson de Laurent Voulzy)
Pour les articles homonymes, voir Jeanne.
Singles de Laurent Voulzy
Dans le vent qui va
(2009) C'était déjà toi
(2012)
Clip vidéo
[vidéo] « Jeanne », sur YouTube
Jeanne est une chanson de Laurent Voulzy, extrait de l'album  Lys & Love, dont il est le premier extrait à paraître en single, le 13 septembre 2011. Les paroles sont écrites par Alain Souchon, et Laurent Voulzy en a composé la musique. Cette chanson est dédiée à Jeanne d'Arc.
Elle est devenue un grand succès de Laurent Voulzy, le conduisant à faire la tournée Lys & Love Tour en 2013. 
Elle est présente sur l'album Le Concert, réalisé en live avec son ami Alain Souchon. 

## Présentation et genèse
Selon Laurent Voulzy, c'est après un rêve dans lequel Jeanne d'Arc lui est apparue qu'il a décidé de composer cette chanson. De plus, Laurent Voulzy explique sa passion dès l'enfance pour l'Histoire en général, et pour la période du Moyen Age en particulier.

## Classements
| Classement                              | Meilleure position |
| --------------------------------------- | ------------------ |
| Belgique (Wallonie Ultratop 50 Singles) | 4                  |
| France (SNEP)                           | 14                 |

## Reprises
La chanson est reprise par Natasha St-Pier sur l'album éponyme Jeanne paru en 2022.